# 도호쿠 전력
도호쿠 전력 주식회사(일본어: 東北電力株式会社, とうほくでんりょく 도호쿠 덴료쿠[*])은 도호쿠 지방 6현(아오모리현, 아키타현, 이와테현, 야마가타현, 미야기현, 후쿠시마현)과 니가타현에 독점적으로 전력을 공급하는 전력 회사이다. 본사는 미야기현 센다이시에 있다.

## 개요
보통 전력 주파수는 50Hz이지만, 니가타현에서는 사도시(사도가섬) 전역, 및 이토이가와시(구 오우미정) 일부와 묘코시(구 묘코촌)의 일부 총 3 지역에서는 60Hz으로 공급하고 있다.
도쿄전력, 간사이 전력, 주부 전력에 이어 매출이 크며, 또한 도쿄 북쪽에 본사를 둔 기업 중 가장 큰 기업이다.

## 발전 시설
총 231개, 1,793만 5,450 kW (2015년 12월 기준)
- 총 출력은 장기 계획 정지 중 정기 점검중인 호기를 포함한다. 폐지된 호기와 건설중인 호기는 포함하지 않는다.

### 수력 발전소
210개, 약 243만 kW

### 화력 발전소
12개소 (계획중 1개), 1,200만 7,150 kW (긴급 설치 전원 67만 2,000 kW를 포함한 관련 회사 경영의 발전소 제외)

### 원자력 발전소
오나가와 원자력 발전소, 히가시도리 원자력 발전소 327만 4,000 kW

### 신에너지 발전소
7개, 22만 8,300 kW

## 같이 보기
- 일본의 원자력 발전